# Флаг Сахарской Арабской Демократической Республики

Лицевая и обратная стороны флага Сахарской Арабской Демократической Республики и флага Французской Республики

Государственный флаг Сахарской Арабской Демократической Республики принят 27 февраля 1976 года. Правительство Марокко считает Западную Сахару частью своей территории.

## Описание и символика
Флаг Сахарской Арабской Демократической Республики, который изначально использовался Фронтом Полисарио, в отличие от других флагов мира является перевёрнутым. Основными цветами флага являются чёрный, белый, зелёный, красный. Флаг состоит из трёх горизонтальных полос, в правой части (у древка) расположен красный равнобедренный треугольник, основание которого совпадает с правой стороной флага (это похоже на флаг Государства Палестина). В центральной белой полосе находится изображение красного полумесяца и звезды. Во флаге использованы панарабские цвета, символизирующие связь с исламом.
Цвета имеют следующее значение:
- Чёрный цвет символизирует смерть.
- Белый цвет олицетворяет мир.
- Зелёный цвет символизирует жизнь[1].

## Другие флаги
Так как принадлежность Западной Сахары оспаривается Марокко, то на подконтрольных ей территориях используется флаг Марокко.